# Flavoparmelia baltimorensis
Flavoparmelia baltimorensis är en lavart som först beskrevs av Vilmos Kőfaragó-Gyelnik & Fóriss, och fick sitt nu gällande namn av Hale. Flavoparmelia baltimorensis ingår i släktet Flavoparmelia och familjen Parmeliaceae.   Inga underarter finns listade i Catalogue of Life.

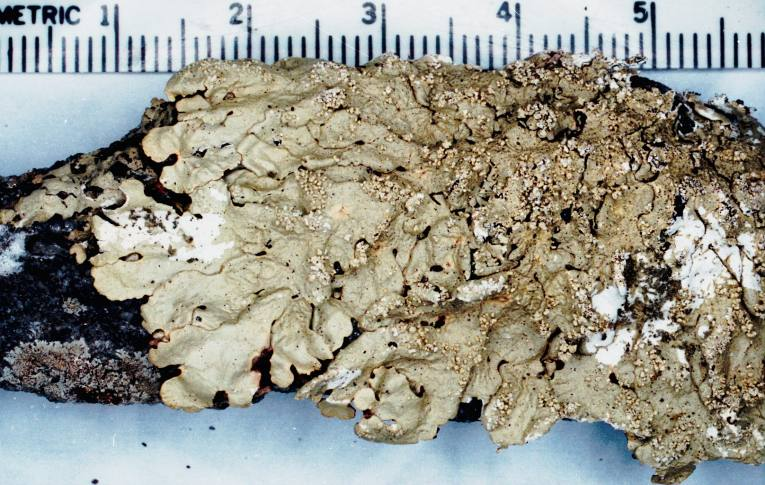
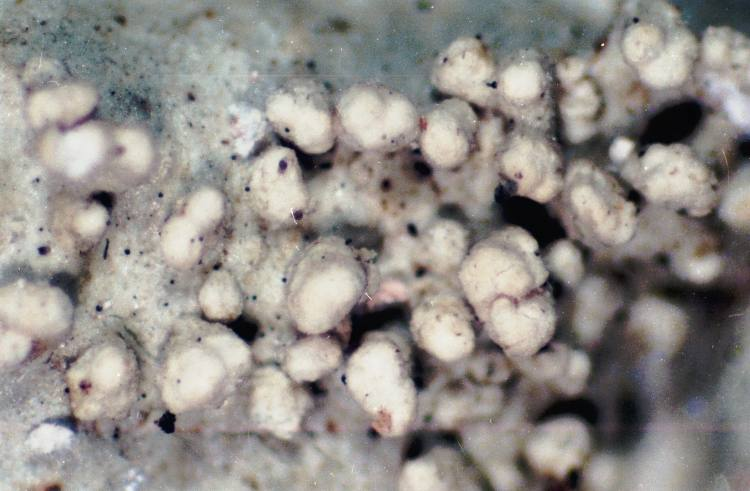
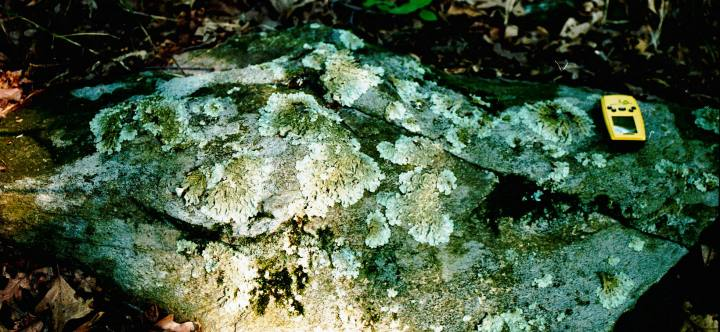
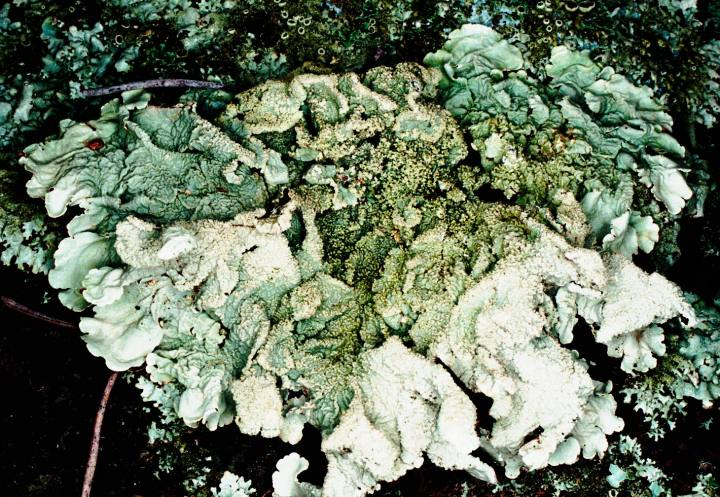
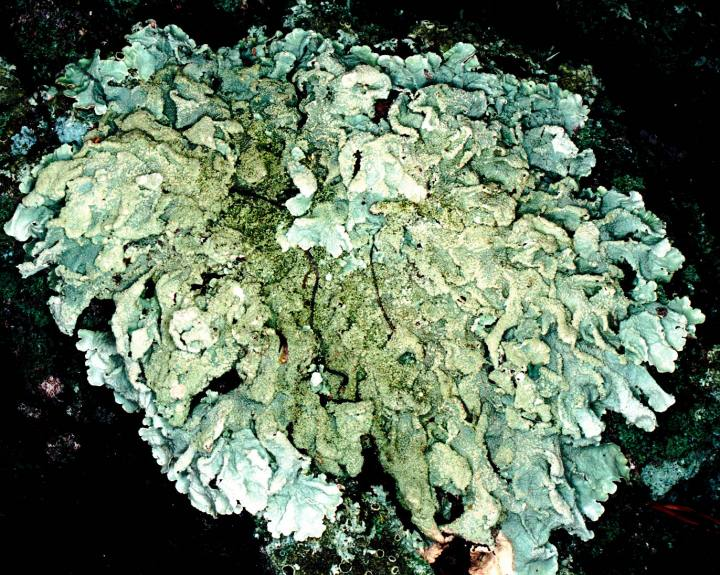
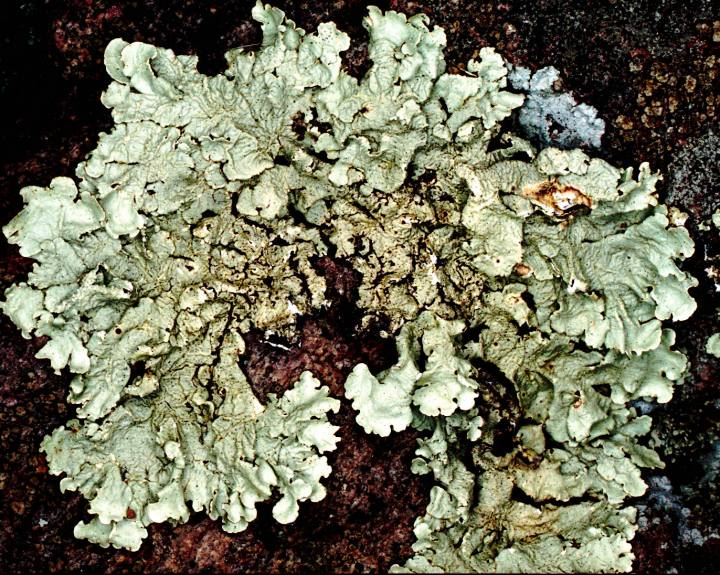
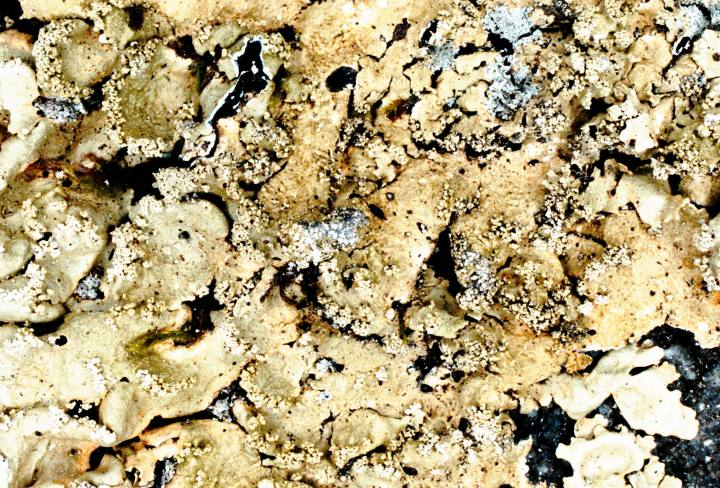
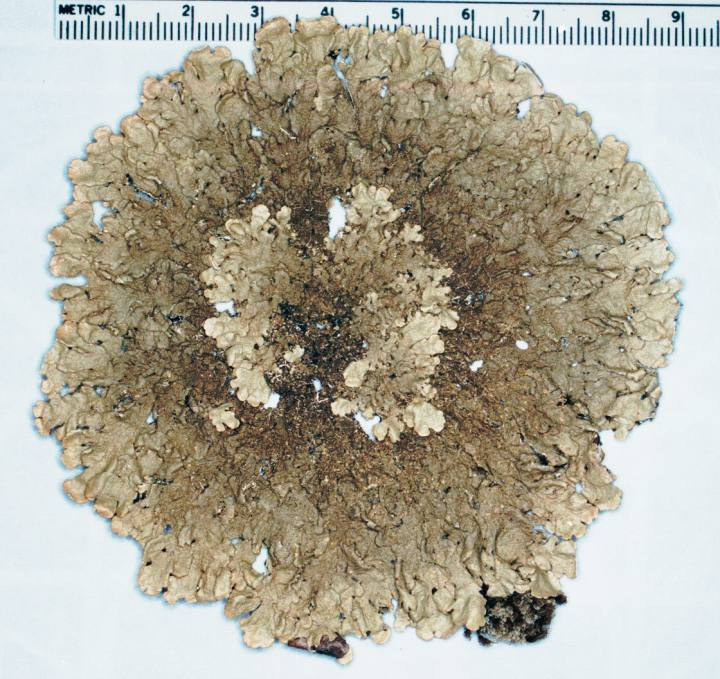